# Raudna
Raudna är en by (estniska: küla) i Viljandi kommun i landskapet Viljandimaa i södra Estland. Byn ligger där Riksväg 92 korsar ån Raudna jõgi, nio kilometer västerut från staden Viljandi.
Före 2013 hörde byn till dåvarande Pärsti kommun.

## Källor

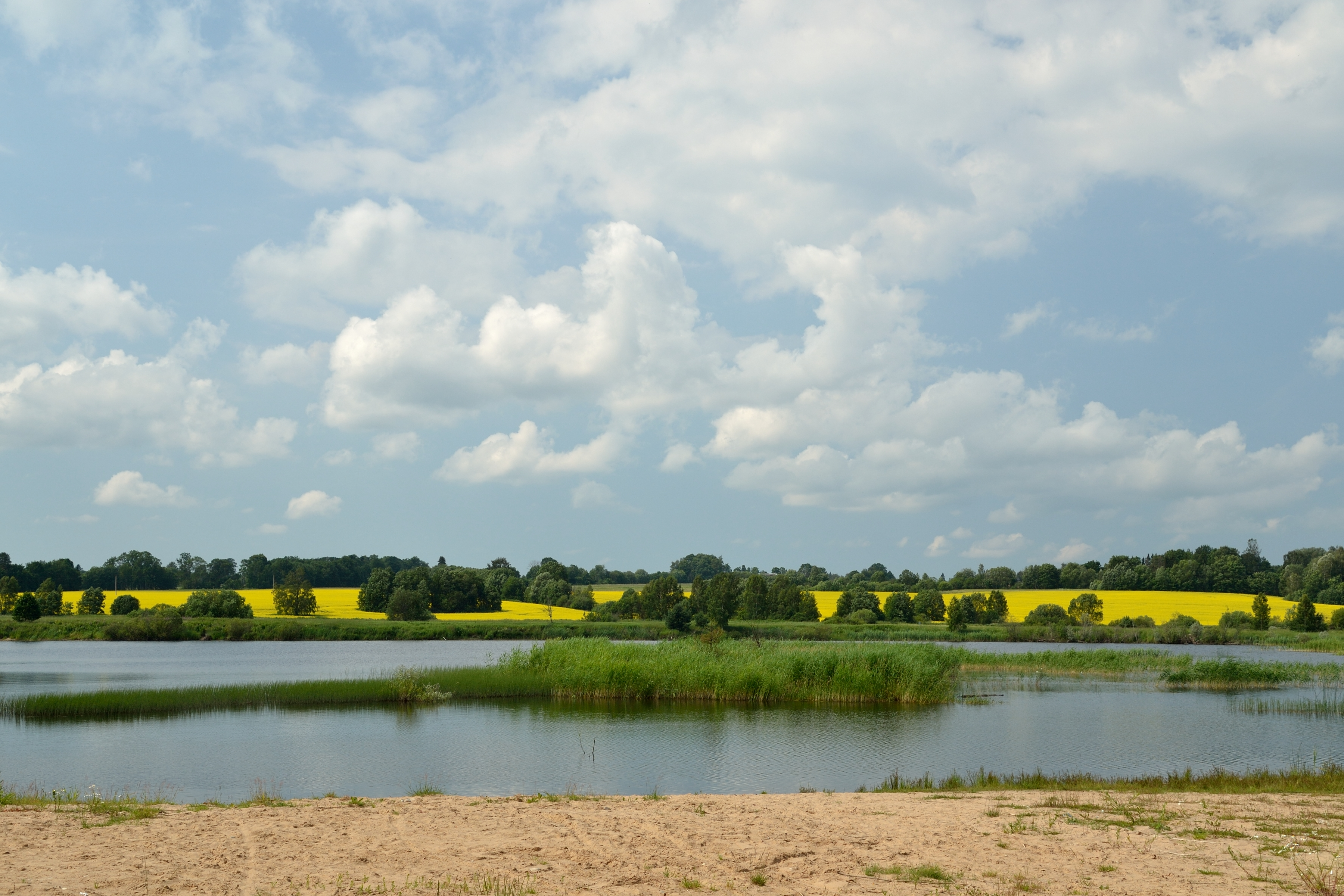
Gamla Heimtali stenbrott är idag vattenfyllt och utgör den konstgjorda sjön Raudna tehisjärv.